# Dvinopedes salariovensis

Dvinopedes salariovensis  (лат.) — ископаемый вид насекомых, единственный в составе монотипического рода Dvinopedes из семейства Chaulioditidae (отряд Grylloblattida). Пермский период (Аристово, Комарица, Salarevo Formation, чансинский ярус, возраст находки 252—254 млн лет), Россия, Владимирская область (59.5° N, 38,5° E).

## Описание
Длина переднего крыла — 7,0 мм, ширина 4,0 мм.  Сестринские таксоны рода Dvinopedes: Chauliodites, Klyazmia, Iphikozulu, Miralioma, Parachauliodites, Permyak, Purtovinia, Yontala, Lemmatophoropsis. Вид был впервые описан в 2013 году российским палеоэнтомологом Д. С. Аристовым (Палеонтологический институт РАН, Москва) по ископаемым отпечаткам.